# Neotridactylus parvilamellatus
Neotridactylus parvilamellatus är en insektsart som beskrevs av Günther, K.K. 1976. Neotridactylus parvilamellatus ingår i släktet Neotridactylus och familjen Tridactylidae. Inga underarter finns listade i Catalogue of Life.